# فرودگاه اببیشرول
فرودگاه اببیشرول (به انگلیسی: Abbeyshrule Aerodrome) یک فرودگاه خصوصی است که یک باند فرود آسفالت دارد و طول باند آن ۶۲۰ متر است. این فرودگاه در کشور ایرلند قرار دارد و در ارتفاع ۵۹ متری از سطح دریا واقع شده‌است.